# Masakazu Nakai
Masakazu Nakai (en japonais Nakai Masakazu ou Nakai Shōichi 中井 正一) (14 février 1900 - 18 mai 1952) est un philosophe japonais, spécialiste d'esthétique et des nouveaux médias.

## Biographie
Nakai naît le 14 février 1900 par césarienne, une opération encore rare au Japon à l'époque. Sa mère, Chiyo, est issue d’une famille de commerçants installée à Takehara près de Hiroshima. Son père, Shin.ichi, travaille dans le commerce du sel. L’un comme l’autre sont de fervents adeptes du bouddhisme de l'École véritable de la Terre pure.
Nakai grandit à Takehara puis à Hiroshima où il poursuit sa scolarité jusqu’en 1917. Il part ensuite faire son lycée à Kyōto, mais interrompt sa scolarité pour entrer dans un monastère bouddhique où il séjourne un an. En 1922, il entre dans le département de philosophie de l’Université de Kyōto.
À l’université, Nakai suit l’enseignement de Nishida Kitarō, de Tanabe Hajime et de Fukada Kōsan (1878-1928) lequel occupe alors la chaire d’esthétique et d’histoire de l’art. Sous la direction de ce dernier, il rédige en 1925 un mémoire sur la Critique de la faculté de juger de Kant. La même année, il se marie avec Wakae Michi, dont il a cinq enfants. 
Au cours des années 1930, il s’investit dans la publication de plusieurs revues philosophiques, littéraires ou antifascistes, comme Bi – Hihyō (Beau : Critique, 1930-1933 ; 1933-1934), Sekai bunka (Culture mondiale, 1935-1937) ou encore Doyōbi (Samedi, 1936-1937). En 1934, il obtient un poste de lecteur à l’Université de Kyōto. Décrit comme énergique, volubile, ouvert, doué pour rassembler les gens, savant mais porteur d’une parole poétique, il occupe entre 1935 et 1937 une place importante dans la vie artistique et intellectuelle de la région du Kansai.
En novembre 1937, Nakai est arrêté au titre de la Loi sur le maintien de l’ordre et de la sécurité. Inculpé de sympathie communiste, il est contraint de démissionner de son poste à l’université et de toutes ses responsabilités éditoriales. En octobre 1940, il est condamné à deux ans de prison ferme (peine effectuée dans l’attente du jugement) et deux ans avec sursis. Maintenu par la suite en résidence surveillée, il reçoit en 1942 une bourse de l’Académie impériale (Teikoku gakushi-in). Il publie peu pendant la guerre (huit articles de 1940 à 1945), mais il s’intéresse de façon nouvelle à la culture japonaise.
En janvier 1945, Nakai quitte Kyōto avec sa famille pour se mettre à l’abri à Onomichi, dans sa région d’origine. Il y occupe l’emploi de directeur de la bibliothèque municipale. En novembre 1946, il est élu président de l’Association culturelle des travailleurs de Hiroshima et, l’année suivante, il est choisi pour représenter la gauche à l’élection du gouverneur du département de Hiroshima. Avec de faibles moyens pour faire campagne, il perd face au candidat sortant. En octobre de la même année, il entre au Parti socialiste japonais.
En avril 1948, après de multiples tractations politiques et avec le soutien des services culturels américains, Nakai est nommé Vice-président de la Bibliothèque de la Diète. En 1949, il est nommé administrateur de l’Association des bibliothèques du Japon. À ce double titre, il participe activement à l’élaboration de la Loi sur les bibliothèques d’avril 1950.
Cette période de sa vie est marquée par une intense activité d’écriture. Il publie de nombreux articles, ainsi que son premier ouvrage en volume, Introduction à l’esthétique (Bigaku nyūmon, 1951), dans lequel il récapitule les grandes lignes de sa pensée. 
Il décède le 18 mai 1952 d’un cancer de l’estomac (ou du foie).